# Teatro romano di Anzio
Il teatro romano di Anzio si trova sul pianoro di Santa Teresa, poco a nord del centro dell'abitato: oggi è una zona residenziale, ma in passato fu occupata dall'antica Anzio, della quale rimangono solo poche tracce.

## Architettura

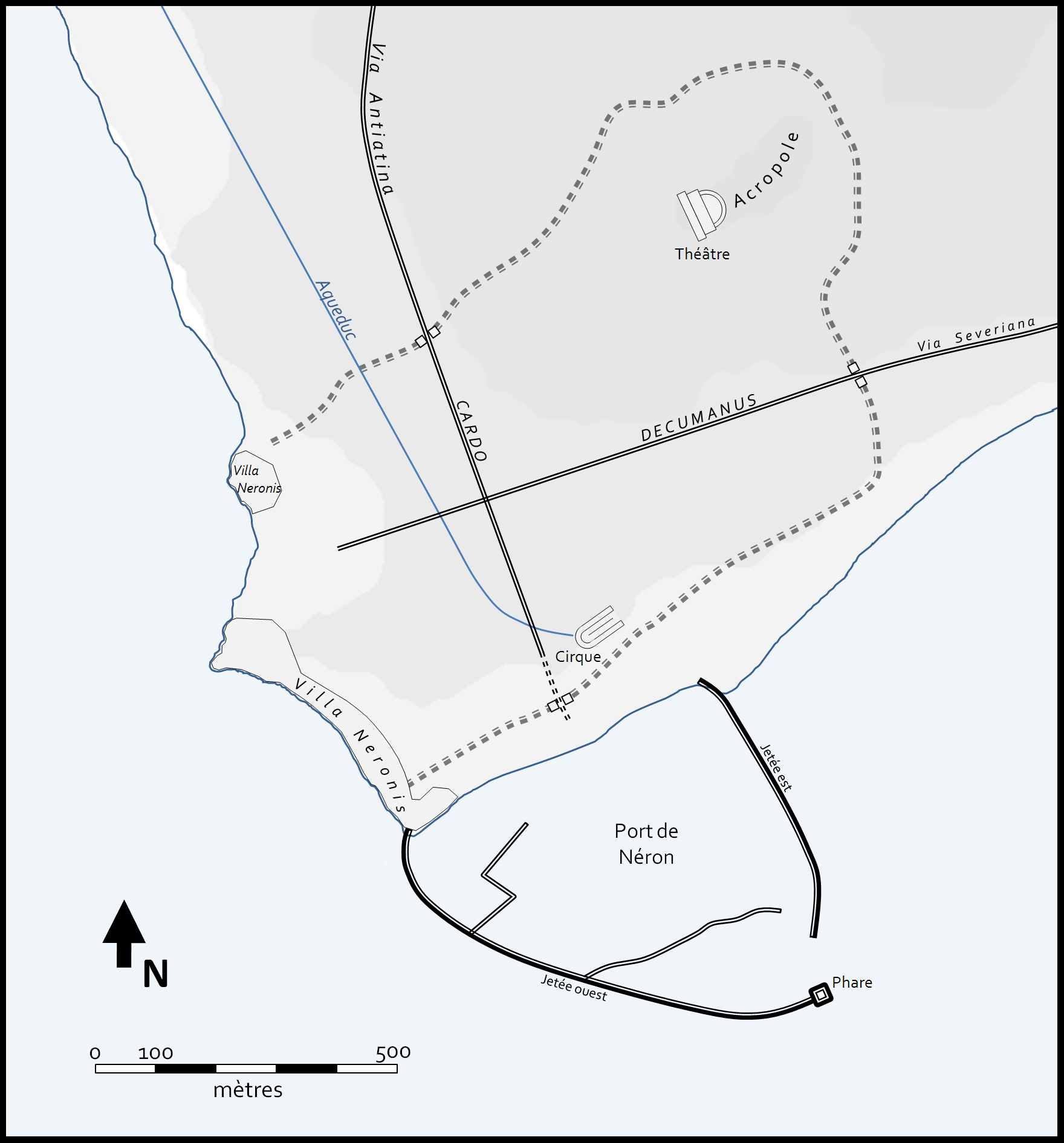
Planimetria di Anzio antica; il teatro sorgeva nella zona più interna della città, presso l'acropoli

La cavea, del diametro di 30 metri, era suddivisa in 11 settori radiali a forma di cuneo interrotti da un corridoio semicircolare che permetteva l'afflusso degli spettatori o direttamente nella zona dell'orchestra o, tramite due rampe di scale, verso le parti superiori della cavea. Dietro la scena ci restano le tracce di quattro vani, probabilmente utilizzati dagli attori e una scala che conduceva evidentemente ad una balconata superiore al muro di scena. Subito dietro la scena una serie di basamenti di colonne sono i resti del porticato che serviva, in caso di piogge improvvise o di forte sole, per dare riparo agli spettatori. I resti dell'elevato a noi pervenuti sono molto scarsi, per questo è difficile capire l'effettiva capienza della struttura e il suo uso. 

## Storia
Sulla datazione della struttura gli studiosi hanno finora convenuto che la costruzione del teatro fosse da correlare con la deduzione neroniana di una colonia di veterani del pretorio nella seconda metà I secolo d.C.; 

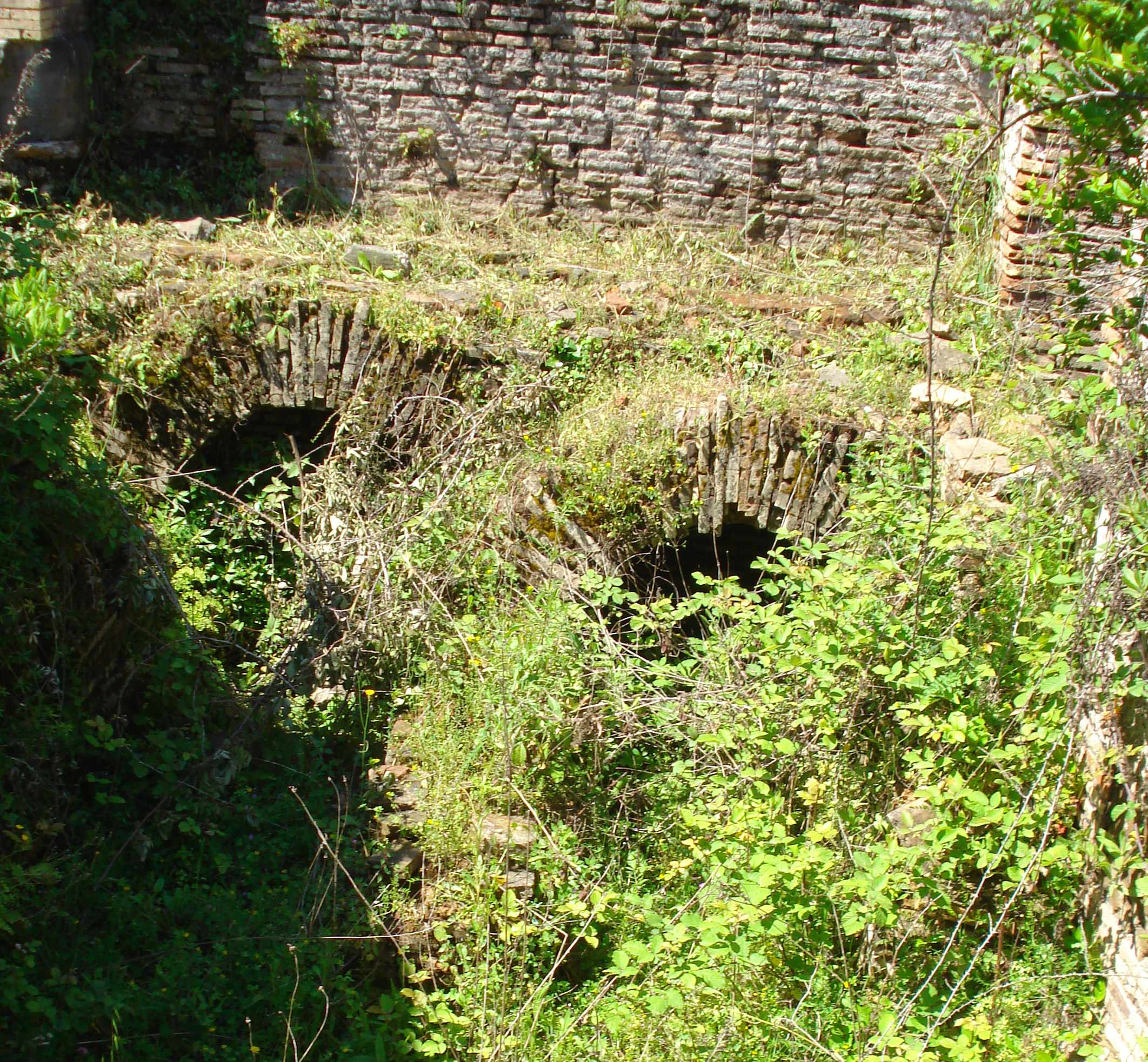
La fornace di VI secolo

La struttura, nel corso della sua lunga storia, non fu solo un teatro: cadde in disuso e fu reimpiegata come luogo di cottura delle ceramiche; le testimonianze del riuso ci vengono da una fornace ad archetti ritrovata all'estremità del corridoio anulare mediano che venne scavato sotto il vecchio piano di calpestio per circa 1,5 metri e lì fu installata la fornace. La nuova pavimentazione fu realizzata con lastre marmoree di riuso tra le quali sono state ritrovate monete del V-VI secolo, che permettono di datare la fase della fornace. Nella parodos opposta ci sono i resti di un'altra fornace di dimensioni minori. La completa defunzionalizzazione della struttura si ha con la sepoltura di alcuni individui nella zona della scena.
Le ricerche sul teatro cominciarono nel corso degli anni 1920 con uno scavo di cui non rimane alcuna documentazione.